# Oberwil BL
| BL ist das Kürzel für den Kanton Basel-Landschaft in der Schweiz. Es wird verwendet, um Verwechslungen mit anderen Einträgen des Namens Oberwil zu vermeiden. |

Oberwil (zur Unterscheidung oft Oberwil BL, Oberwil / BL oder Oberwil (BL) ausgeschrieben; baseldeutsch [ˈoːbə̆rˌʋil]) ist eine politische Gemeinde im Bezirk Arlesheim des Kantons Basel-Landschaft in der Schweiz.

## Geographie

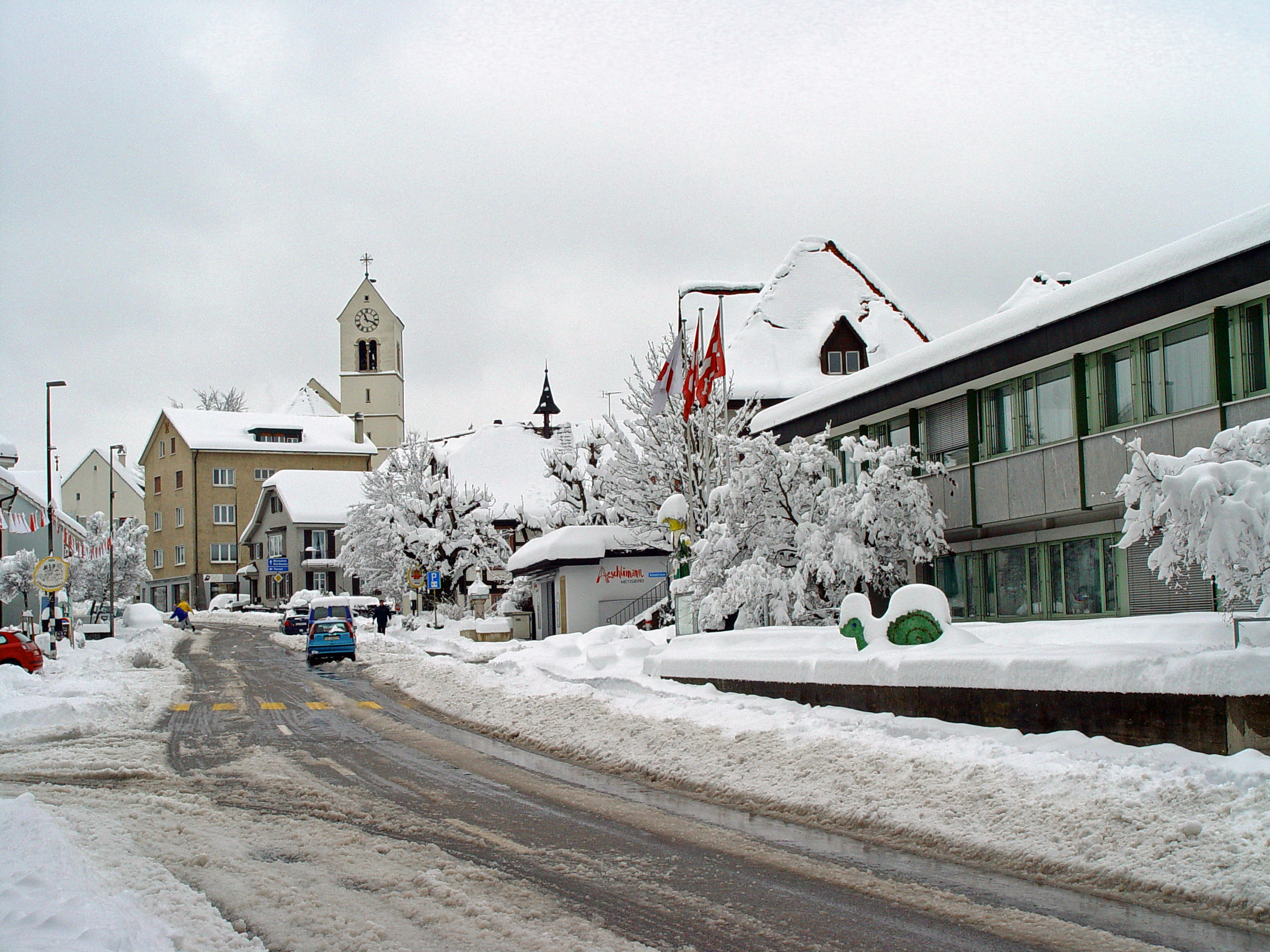
Hauptstrasse Oberwil, Winter 2006

Oberwil liegt 5 km von Basel entfernt auf 316 m ü. M. im Leimental am Osthang des Bielhübels mit Ausläufern an den Westhang des Bruderholzes. Seine Nachbardörfer sind Biel-Benken und das französische Neuwiller im Westen, Therwil im Süden, Reinach im Südosten, Bottmingen und Binningen im Norden, Allschwil im Nordwesten. Die Fläche des Gemeindegebiets beträgt 788 Hektaren, davon sind 45 % Landwirtschaftsfläche, 20 % Wald, 34 % Siedlungsgebiet und 1 % unproduktive Fläche.

## Geschichte

Historisches Luftbild aus 1000 m von Walter Mittelholzer von 1929

Auf dem Gemeindegebiet von Oberwil fand man Überreste aus der Bronze-, Eisen- und der Römerzeit sowie frühmittelalterliche Töpferöfen. Um 1100 hörte man erstmals von Obervvilre. Das Gebiet gehörte ab dem Mittelalter zum Besitz des Bischofs von Basel, aber zwischenzeitlich bekannte sich das Dorf, wie viele andere Baselbieter Dörfer, von 1529 bis 1585 zur Reformation, war aber immer in der Jurisdiktion des Fürstbischofs von Basel. Bischof Jakob Christoph Blarer von Wartensee rekatholisierte seine weltliche Herrschaft, womit alle neun Birseckschen Gemeinden wieder zum römisch-katholischen Glauben zurückkamen.
Nach dem Untergang des Fürstbistums Basel im Jahre 1792 befand sich auch Oberwil für eine kurze Zeit in der Raurachischen Republik und wurde danach in napoleonischer Zeit ein Teil Frankreichs. Am Wiener Kongress von 1815 wurde das Birseck dem Stand Basel zugeschlagen, während die restlichen Teile des Fürstbistums (Laufental und Jura) zum Stand Bern kamen.
Im Oktober 2005 wurde die 10'000-Einwohner-Grenze erreicht. Oberwil gilt aber offiziell nicht als Stadt, weil die Gemeinde dagegen war.

## Wappen
Roter Untergrund, in der Mitte ein senkrechter, silberner Wellenpfahl, welcher den Birsig darstellt. Links davon ein stehender silberner Schlüssel mit einem «O» im Schlüsselgriff und rechts ein stehendes silbernes Schwert. Diese beiden Symbole stehen für die Kirchenpatrone St. Peter und Paul.

## Bevölkerung
Heute sind 30 % der Bevölkerung römisch-katholisch und 29 % reformiert. Der Ausländeranteil beträgt 17,8 %.

## Politik
Gemeindepräsident ist seit 2016 Hanspeter Ryser (SVP, Stand 2025).
Bei den Schweizer Parlamentswahlen 2023 betrugen die Wähleranteile in Oberwil: SVP 23,7 % (2019 21,0 %), SP 22,6 % (18,1 %), FDP 18,7 % (22,6 %), Mitte 13,6 % (13,0 %), Grüne 10,4 % (16,6 %), glp 8,6 % (6,9 %), EVP 1,2 % (1,7 %), EDU 0,1 % (–).

## Verkehr
Oberwil erhielt mit der Eröffnung der schmalspurigen Birsigtalbahn im Jahr 1887 einen Schienenanschluss. Heute ist die Strecke infrastrukturbezogen auf dem Niveau einer Stadtbahn/Metro und Teil der Basler Tramlinie 10, welche ganztägig im 7,5-Minuten-Takt verkehrt. Zu den Hauptverkehrszeiten (wochentags morgens und abends sowie am Samstagnachmittag) verkehrt ausserdem die Tramlinie 17. Auf Gemeindegebiet befinden sich nebst der Haltestelle «Oberwil» im Ortszentrum zudem die Haltestellen «Stallen» in einem Wohngebiet sowie «Hüslimatt» im Gewerbegebiet; dort befindet sich auch das grösste Tram- und Busdepot der Baselland Transport AG (BLT). Die Fahrzeit von Oberwil ins Stadtzentrum von Basel dauert rund 15 Minuten, zum Bahnhof Basel SBB 20 Minuten. Neben dem Tram verbinden auch diverse Buslinien Oberwil mit seinen Nachbargemeinden in der Agglomeration Basel, wie die Ortsbus-Linie 59 von Oberwil nach Bottmingen, die Bus-Linie 60 Richtung Biel-Benken und Münchenstein / Muttenz, die Bus-Linie 61 Richtung Allschwil über Binningen und die Bus-Linie 64 Richtung Arlesheim und Allschwil Bachgraben.

## Schulen
In Oberwil gibt es mehrere Schulen: Dies sind die Primarschulen Wehrlin, Am Marbach und Thomasgarten, die Sekundarschule Hüslimatt und das Gymnasium Oberwil.

## Partnergemeinde
Partnergemeinde ist Aschau in Tirol (Österreich). Die Motivation für die Partnerschaft geht auf Holzschlag und Waldpflege zurück, als vor allem in den 1980er Jahren wiederkehrend Arbeitskräfte aus Aschau in Oberwil tätig wurden.

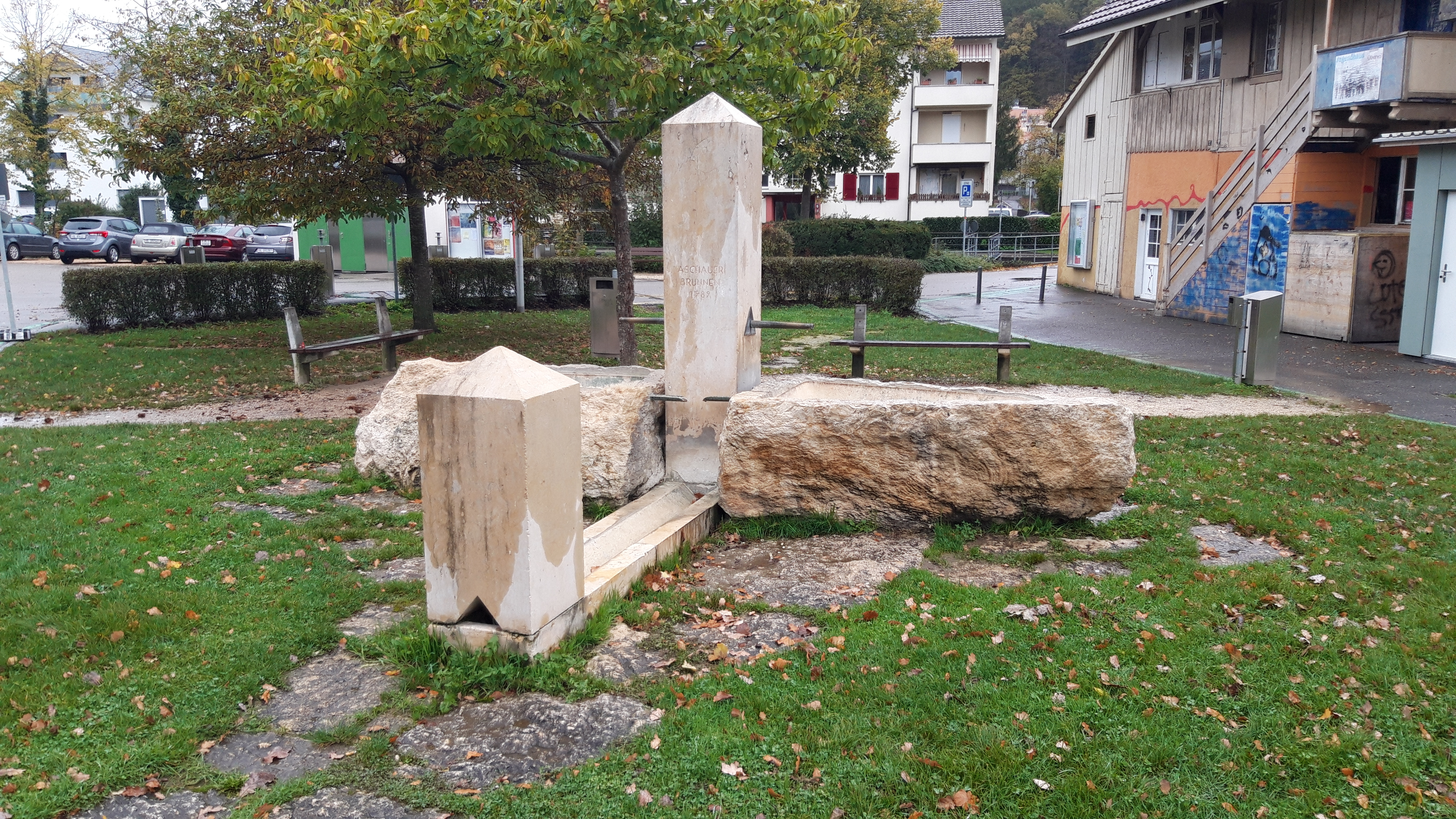
Der Aschauer Brunnen beim Spielplatz Eisweiher in Oberwil. Dieser war 1989 ein Geschenk der Gemeinde Aschau aufgrund der Verschwisterung der beiden Orte.

## Sehenswürdigkeiten
- Katholische Pfarrkirche St. Peter und Paul mit Steinkistengräbern aus dem Frühmittelalter
- Häring-Huus, ein spätgotisches «Sigristenhaus»
- Spätbarockes Pfarrhaus aus dem Jahr 1783 mit romantischen Wandbildern im Studierzimmer und «Panoramen der Umgebung» von 1820
- Sprützehüsli, erstes 1827 erbautes Schulhaus und späteres Feuerwehrhaus, das heute ein kulturelles Zentrum für Ausstellungen und Veranstaltungen ist
- Blaues Haus (Reservoirstrasse 16), 1979–1980 erbautes Frühwerk des Pritzker-Preisträger.Architekturbüros Herzog und de Meuron[7][8][9]

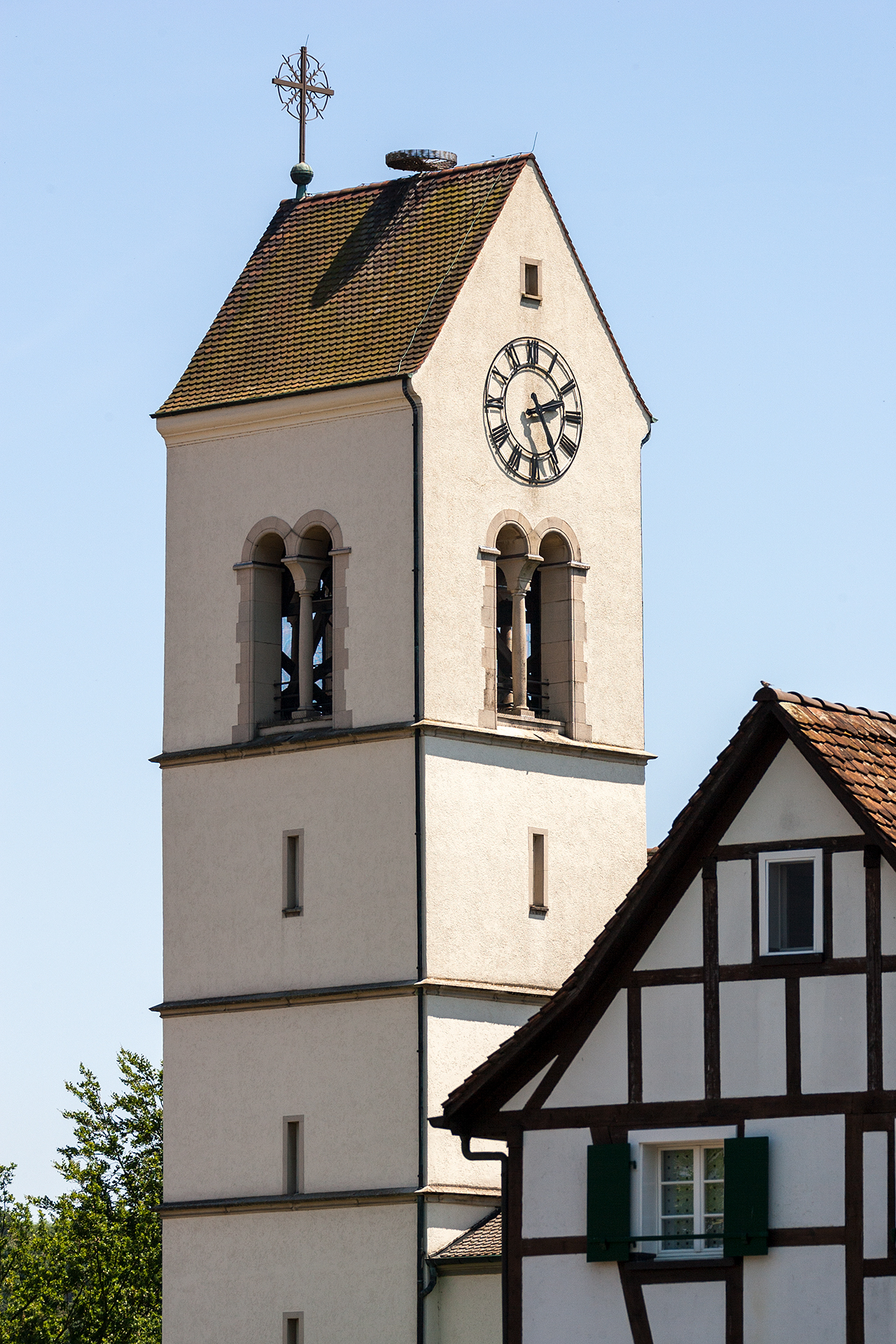
Turm der katholischen Pfarrkirche St. Peter und Paul in Oberwil (BL)

## Bilder

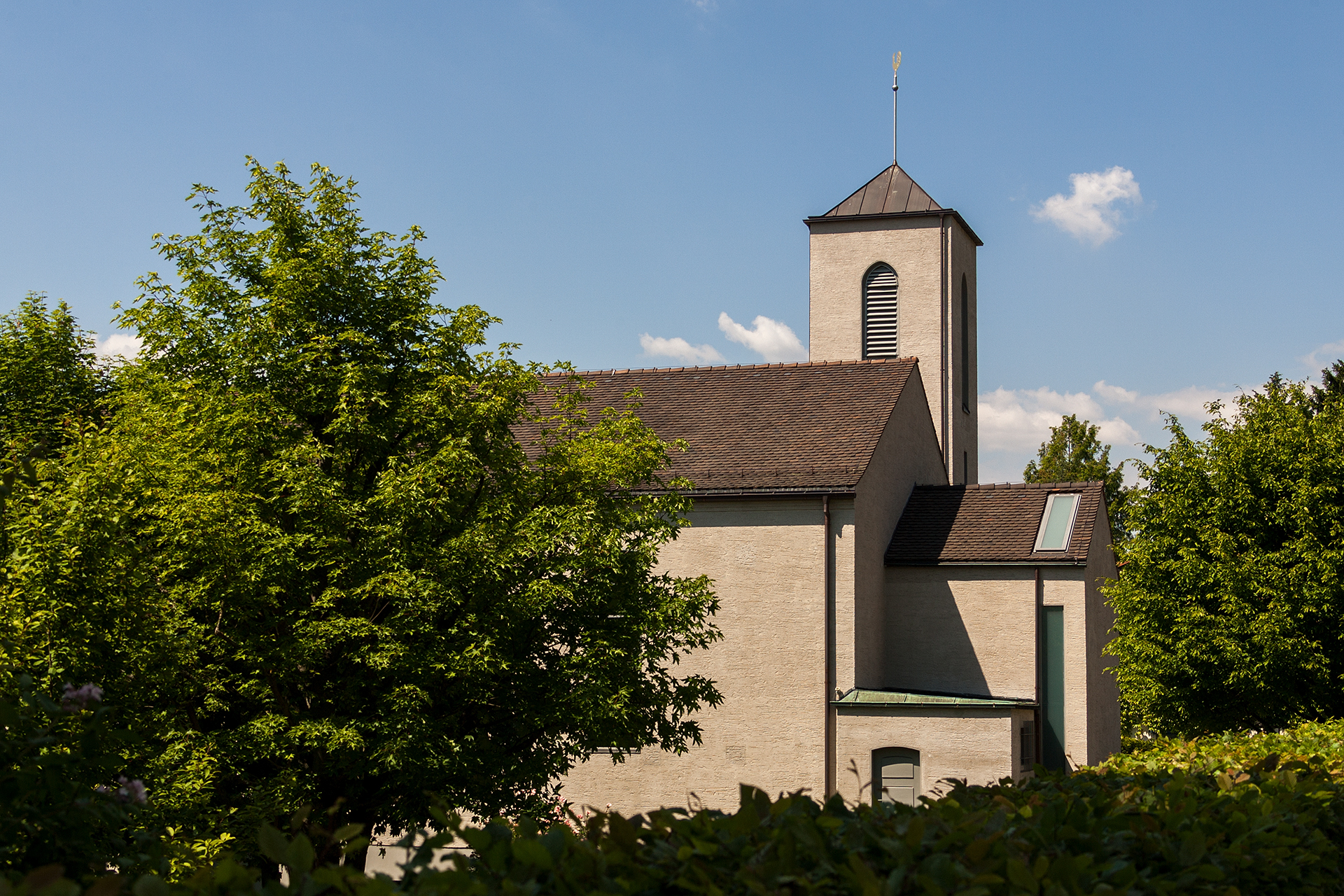
Reformierte Kirche
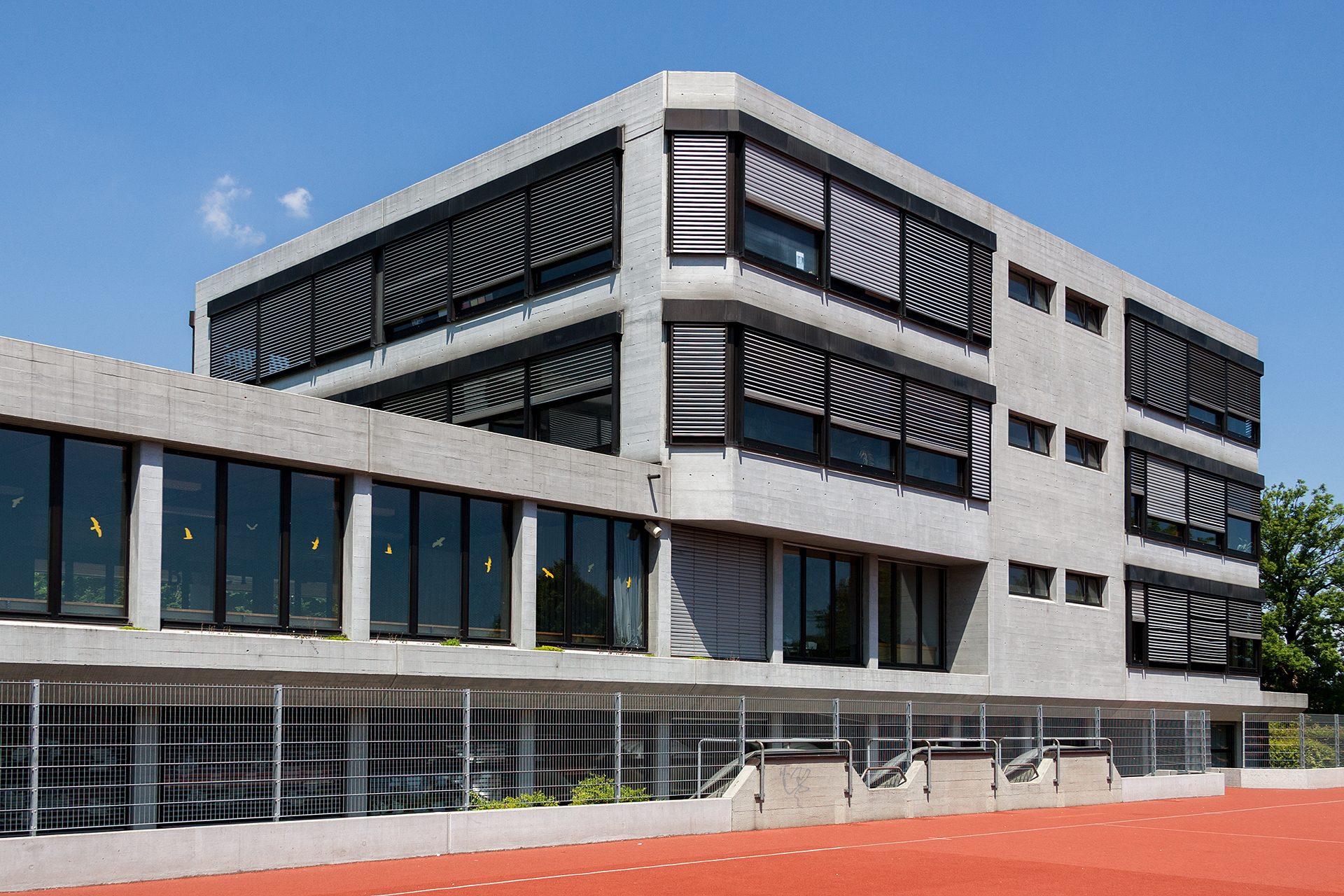
Schulhaus Thomasgarten
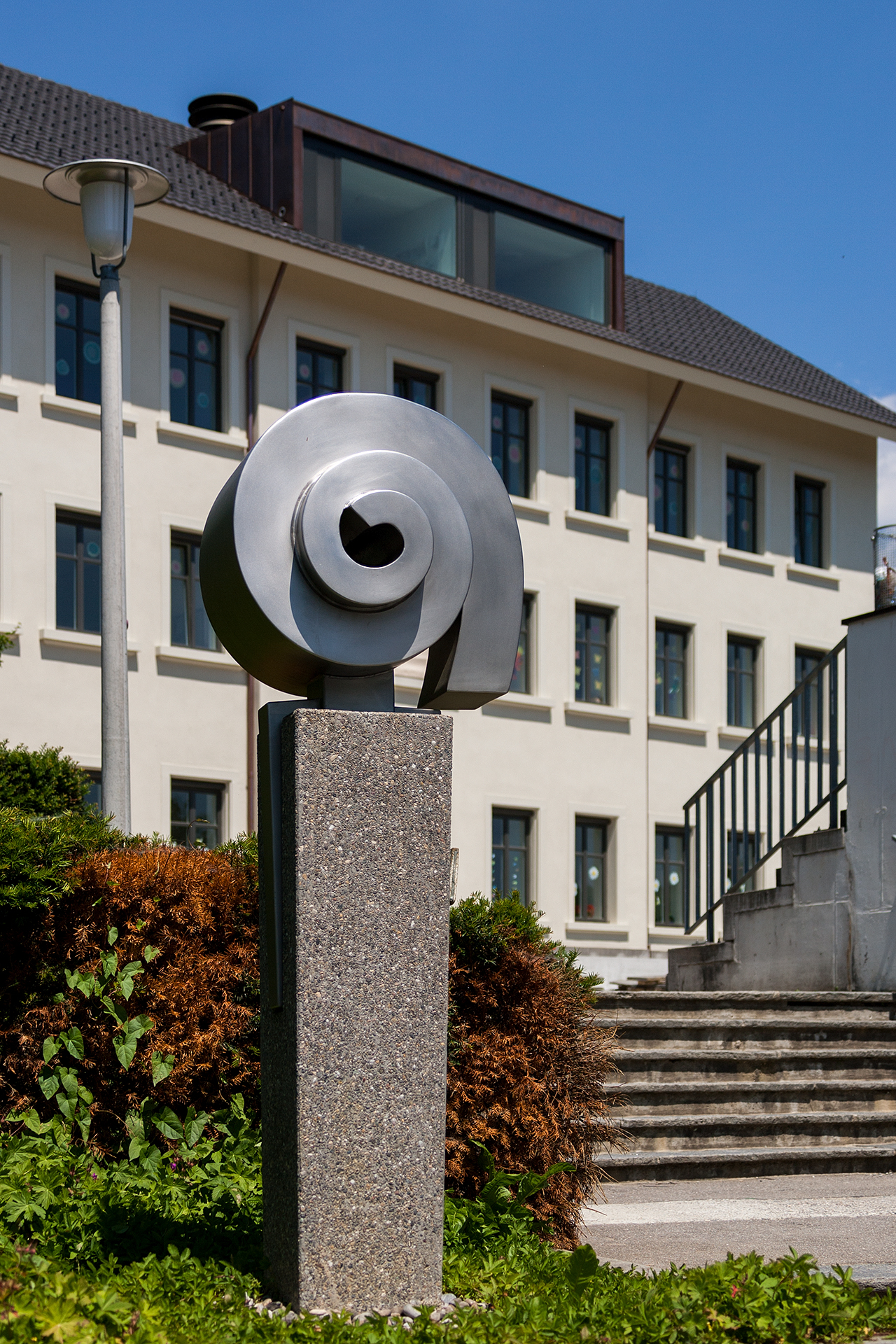
Schulhaus Wehrlin

## Sport
Oberwil besitzt einen Fussballverein, bei welchem die 1. Mannschaft in der 3. Liga Regional und die 2. Mannschaft in der 4. Liga Regional spielt. Bei den Junioren spielt die A-Mannschaft des FC Oberwil in der höchsten Liga, der sogenannten Junior League. Der Spielort des FC Oberwil ist der Eisweiher.

## Persönlichkeiten
- Stephan Gschwind (1854–1904), Unternehmer und Genossenschaftspionier
- Stephanie Cordelier (1872–?), Wäscherin, ausgewandert nach den USA[10]
- Oskar Daubmann (1898–1954), eig. Karl Ignaz Hummel, Hochstapler
- Roland Eduard Manuel Ziegler (1899–1962), Jurist. Major. Ehemaliger Besitzer des Bernhardsberg in Oberwil
- Jacques Düblin (1901–1978), Maler
- Lukas Düblin (1933–2025), Maler
- Luzius Wildhaber (1937–2020)[11], Jurist am EGMR
- Marc Storace (* 1951), Sänger der Rockband Krokus
- Lotti Stokar (* 1955), ehemalige Gemeindepräsidentin, Landrätin (Grüne)
- Bruno Hürlimann (* 1962), Radrennfahrer
- Michael Düblin (* 1964), Schriftsteller
- Marcel Fischer (* 1978), Degenfechter, Olympiasieger